# The McGuire Sisters
Las hermanas McGuire eran un trío de cantantes en la música popular estadounidense. El grupo estaba compuesto por tres hermanas: 
- Ruby[1] Christine McGuire (30 de julio de 1926 - 28 de diciembre de 2018)
- Dorothy "Dottie" McGuire (13 de febrero de 1928 - 7 de septiembre de 2012)
- Phyllis McGuire (14 de febrero de 1931 - 29 de diciembre de 2020)

Entre sus canciones más populares están "Sinceramente" y "Sugartime", ambos éxitos número uno.

## Sus inicios
Las hermanas McGuire nacieron en Middletown, Ohio, y crecieron en Miamisburg, cerca de Dayton. Su madre, Lillie, era ministra de la Primera Iglesia de Dios de Miamisburg, donde de niños cantaban en la iglesia en bodas, funerales y avivamientos. Cuando comenzaron a cantar en 1935, la hermana menor, Phyllis, tenía cuatro años. Eventualmente, cantaron en ocasiones fuera de la iglesia, y en 1949 cantaban en bases militares y hospitales de veteranos, interpretando un repertorio más diverso que el que tenían en la iglesia.

## Carrera en el mundo del espectáculo.
Las hermanas McGuire firmaron con Coral Records en 1952. En el mismo año, aparecieron en Talent Scouts de Arthur Godfrey, y Godfrey los contrató para sus otros espectáculos, donde permanecieron durante siete años. La edición de noviembre de 1953 de Cosmopolitan los llamó "Merry McGuires de Godfrey". Las hermanas a menudo eran comparadas con las hermanas Andrews. Maxene Andrews dijo en una entrevista con Joe Franklin en la radio WOR (AM) en 1979, "Las hermanas McGuire estaban bien una vez que dejaron de imitar a las hermanas Andrews". Mientras trabajaba en el show de Godfrey, los McGuires se hicieron amigos de la cantante Lu Ann Simms y asistieron a su boda con el editor de música Loring Buzzell en julio de 1956. La firma de publicaciones de Buzzell, Hecht-Lancaster & Buzzell Music (copropiedad de Harold Hecht y Burt Lancaster) proporcionó dos canciones para las hermanas McGuire, " May You Always " y "Theme from The Unforgiven (The Need for Love)".
Las hermanas McGuire y las hermanas Andrews se reunieron varias veces durante sus carreras. Phyllis le dio crédito a Patty, Maxene y LaVerne Andrews durante una entrevista televisiva con Maxene en la década de 1990, organizada por Sally Jessy Raphael, y dijo que sus hermanas y ella conocieron a las Andrews Sisters en Nueva York a principios de la década de 1950 y recibieron importantes consejos. Los McGuires se movieron cuando cantaban, a menudo ejecutando rutinas de baile en lujosos números de producción en innumerables especiales de televisión. Las Andrews Sisters actuaron de manera similar en películas en la década de 1940, y fueron el primer grupo vocal femenino en moverse cuando cantaban, en lugar de solo estar frente a un micrófono. Las hermanas habían imitado ese estilo, así como las de los Mills Brothers y las Dinning Sisters desde que eran jóvenes, cuando realizaban espectáculos cortos para familiares y amigos en la sala de estar de sus padres. Phyllis McGuire contó que ella y sus hermanas no sabían ninguna canción popular cuando se hicieron famosas (solo los himnos que les enseñó su madre), el trío imitó a otros grupos de cantantes mucho antes de su éxito.
Actuaron para cinco presidentes de los Estados Unidos ( Richard Nixon, Gerald Ford, Jimmy Carter, Ronald Reagan y George HW Bush), y para la reina Isabel II. En 1958, su madre apareció como retadora invitada en el programa de televisión A Tell the Truth. Las hermanas mantuvieron un apretado programa de televisión, haciendo apariciones frecuentes en programas de variedades populares organizados por Ed Sullivan, Dean Martin, Danny Kaye, Milton Berle, Andy Williams, Perry Como y Red Skelton. El trío se vistió y peinó de forma idéntica y realizó movimientos corporales sincronizados y gestos con las manos con precisión militar. Sus grabaciones de "Sinceramente", "Picnic" y "Sugartime" vendieron más de un millón de copias.

## Fin a las apariciones públicas del grupo
Se retiraron de apariciones públicas en 1968, dando su última actuación ese año en The Ed Sullivan Show. Phyllis McGuire continuó actuando en solitario por un tiempo. La desaparición del grupo a menudo se atribuye a la relación personal de larga duración de Phyllis con el mafioso Sam Giancana (aunque durante años afirmó que su amistad era estrictamente platónica), que, según informes, incluía en la lista negra al grupo. 
Durante una de sus apariciones en la corte en la década de 1960 por las cuales Phyllis fue citada, Giancana dijo a los reporteros fuera de la corte, "Phyllis lo sabe todo" sobre los rumores de conducta poco ética de John F. Kennedy y su hermano Robert. Phyllis ha residido en una famosa mansión en Las Vegas durante décadas, con su propio salón de belleza, un foso de cisnes y una réplica de la Torre Eiffel que en realidad se elevó a través del techo de la casa. 
Cuando Barbara Walters le preguntó durante una entrevista con ABC-TV 20/20 desde la mansión en la década de 1980 si el dinero para construir la lujosa casa era de Giancana, Phyllis negó la insinuación, afirmando que invirtió mucho en petróleo cuando las hermanas estaban en la cima de su popularidad. En la misma entrevista, ella reconoció que su relación con Giancana era de hecho una historia de amor, diciendo: "Cuando lo conocí, no sabía quién era él, y no estaba casado, y yo era una mujer soltera. Y de acuerdo con la forma en que me criaron, no había nada de malo en eso. Y no lo supe hasta algún tiempo después realmente quién era él, y ya estaba enamorada".
Las hermanas se reunieron en 1986, actuando en el Royal York Hotel de Toronto por primera vez desde su retiro. Siguieron numerosos compromisos en clubes nocturnos en Las Vegas, Atlantic City y Rainbow & Stars de Nueva York, mostrando el grupo y las imitaciones de Phyllis de Peggy Lee, Judy Garland, Pearl Bailey, Ethel Merman e incluso Louis Armstrong. 
Cantando sus grandes éxitos como parte de su acto, también se presentaron números de especialidades como el frenético "I Love a Violin", el a capella "Danny Boy", y un segmento durante el cual Phyllis se retiró detrás del escenario mientras Christine y Dorothy compartían el Destacamos tocando un arreglo de concierto de "The Way We Were" en pianos gemelos. Otros aspectos destacados del acto fueron una melodía cómica con sabor a Trinidad, una suave interpretación de "Memory" de Broadway's Cats, y una "Money Medley", que también tocaron en vivo en el Teletón MDA de Jerry Lewis en 1994. Desde entonces, las hermanas habían hecho apariciones públicas ocasionales juntas, incluso en 2004, cuando se reunieron para actuar en un Momento Mágico especial de PBS : Lo mejor de los años 50. El dominio de las hermanas de sus cuerdas vocales y su mezcla armoniosa no había disminuido significativamente.
Después de que sus carreras terminaron, abrieron un restaurante en Bradenton, Florida, llamándolo McGuire's Pub.

## Legado
Fueron incorporados al Salón de la Fama de la Radiodifusión Nacional en 1994, y en 2001, fueron incorporados al Salón de la Fama del Grupo Vocal. También han sido incluidos en el Salón de la Fama de Coca-Cola y en el Salón de la Fama de Headliners. Fueron incorporados al Salón de la Fama de Hit Parade en 2009. 

## Familia
Christine tuvo dos hijos, Herold y Asa; Dorothy tenía dos, Rex y David. Phyllis no tiene hijos. El nieto de Christine, Army Cpl. Evan Asa Ashcraft, de 24 años, fue asesinado en Irak en 2003, cuando el convoy en el que viajaba fue atacado.

## Fallecimiento
El 7 de septiembre de 2012, Dorothy McGuire murió en la casa de su hijo en Paradise Valley, Arizona, después de sufrir la enfermedad de Parkinson y la demencia relacionada con la edad; ella era 84. El esposo de Dorothy durante 54 años, Lowell Williamson, murió 6 meses después, el 25 de febrero de 2013, después de sufrir una fractura en la espalda por una caída; tenía 89 años. 
Christine McGuire murió en Las Vegas, Nevada, el 28 de diciembre de 2018 a la edad de 92 años. No se hizo declaración sobre la causa de su muerte.
El 29 de diciembre de 2020, Phyllis McGuire falleció a los 89 años

## Discografía
| Year | Sencillo (Lado A, Lado B) Ambos lados del mismo álbum excepto donde se indique.        | Ubicación | Ubicación | Ubicación | Ubicación | Álbum                              |
| Year | Sencillo (Lado A, Lado B) Ambos lados del mismo álbum excepto donde se indique.        | US        | CB        | US AC     | UK        | Álbum                              |
| ---- | -------------------------------------------------------------------------------------- | --------- | --------- | --------- | --------- | ---------------------------------- |
| 1953 | "Picking Sweethearts" b/w "One, Two, Three, Four"                                      | —         | —         | —         | —         | Pistas que no son de álbum         |
| 1953 | "Toodle-Ooh Siana" b/w "Miss You"                                                      | —         | —         | —         | —         | Pistas que no son de álbum         |
| 1953 | "Where Good Times Are" b/w "Hey, Mister Cotton Picker"                                 | —         | —         | —         | —         | Pistas que no son de álbum         |
| 1953 | "Are You Looking for a Sweetheart" b/w "You'll Never Know Till Monday"                 | —         | —         | —         | —         | Pistas que no son de álbum         |
| 1954 | "Uno, Due, Tre (The Italian Square Dance)" b/w "Lonesome Polecat" (from Musical Magic) | —         | —         | —         | —         | Pistas que no son de álbum         |
| 1954 | "Pine Tree, Pine over Me"                                                              | 26        | 27        | —         | —         | Pistas que no son de álbum         |
| 1954 | "Cling to Me"                                                                          | —         | 49        | —         | —         | Pistas que no son de álbum         |
| 1954 | "Goodnight, Sweetheart, Goodnight" b/w "Heavenly Feeling" (Non-album track)            | 7         | 8         | —         | —         | By Request                         |
| 1954 | "Muskrat Ramble" (see below) b/w "Not As a Stranger" (Non-album track)                 | —         | —         | —         | —         | By Request                         |
| 1954 | "Muskrat Ramble"                                                                       | 10        | 9         | —         | —         | By Request                         |
| 1954 | "Lonesome Polecat"                                                                     | 28        | 33        | —         | —         | Musical Magic                      |
| 1954 | "Christmas Alphabet" b/w "Give Me Your Heart for Christmas"                            | 25        | 34        | —         | —         | Greetings from the McGuire Sisters |
| 1955 | "Sincerely"                                                                            | 1         | 2         | —         | 14        | By Request                         |
| 1955 | "No More"                                                                              | 17        | —         | —         | 20        | By Request                         |
| 1955 | "Open Up Your Heart (and Let the Sun Shine In)" b/w "Melody of Love"                   | —         | —         | —         | —         | By Request                         |
| 1955 | "The Naughty Lady of Shady Lane" b/w "Hearts of Stone" (non-album track)               | —         | —         | —         | —         | By Request                         |
| 1955 | "It May Sound Silly"                                                                   | 11        | 14        | —         | —         | Chris, Phyllis, Dottie             |
| 1955 | "Doesn't Anybody Love Me?"                                                             | flip      | —         | —         | —         | Musical Magic                      |
| 1955 | "Something's Gotta Give"                                                               | 5         | 4         | —         | —         | Chris, Phyllis, Dottie             |
| 1955 | "Rhythm 'n Blues"                                                                      | flip      | 32        | —         | —         | Teenage Party                      |
| 1955 | "Kiss Me and Kill Me with Love" b/w "If It's a Dream"                                  | —         | —         | —         | —         | Non-album tracks                   |
| 1955 | "He" b/w "If You Believe"                                                              | 10        | 4         | —         | —         | Greetings from the McGuire Sisters |
| 1955 | "Give Me Love"                                                                         | 95        | 30        | —         | —         | Pistas que no son de álbum         |
| 1955 | "Sweet Song of India"                                                                  | —         | 34        | —         | —         | Chris, Phyllis, Dottie             |
| 1955 | "Be Good To Me"                                                                        | —         | 46        | —         | —         | Teenage Party                      |
| 1955 | "My Baby's Got Such Lovin' Ways"                                                       | —         | 40        | —         | —         | Teenage Party                      |
| 1955 | "I'd Like to Trim a Tree with You" b/w "The Littlest Angel"                            | —         | —         | —         | —         | Greetings from the McGuire Sisters |
| 1956 | "Missing" b/w "Tell Me Now" (non-album track)                                          | 44        | 36        | —         | —         | Musical Magic                      |
| 1956 | "Picnic"                                                                               | 13        | 20        | —         | —         | Chris, Phyllis, Dottie             |
| 1956 | "Delilah Jones"                                                                        | 37        | 36        | —         | 24        | Chris, Phyllis, Dottie             |
| 1956 | "Weary Blues"                                                                          | 32        | 42        | —         | —         | Sugartime                          |
| 1956 | "In the Alps"                                                                          | 63        | —         | —         | —         | Sugartime                          |
| 1956 | "Ev'ry Day of My Life"                                                                 | 37        | 33        | —         | —         | Chris, Phyllis, Dottie             |
| 1956 | "Endless"                                                                              | 52        | 36        | —         | —         | Chris, Phyllis, Dottie             |
| 1956 | "Goodnight, My Love, Pleasant Dreams" b/w "Mommy" (from Children's Holiday)            | 32        | 23        | —         | —         | Musical Magic                      |
| 1957 | "Kid Stuff" b/w "Without Him"                                                          | —         | 36        | —         | —         | Musical Magic                      |
| 1957 | "Blue Skies" b/w "He's Got Time" (from Greetings from the McGuire Sisters)             | —         | —         | —         | —         | Do You Remember When               |
| 1957 | "Please, Don't Do That to Me" b/w"Drownin' in Memories"                                | —         | —         | —         | —         | Teenage Party                      |
| 1957 | "Beginning to Miss You" b/w "Rock Bottom"                                              | —         | —         | —         | —         | Teenage Party                      |
| 1957 | "Around the World In 80 Days" b/w "Interlude"                                          | 73        | —         | —         | —         | Sugartime                          |
| 1957 | "Kiss Them for Me" b/w "Forgive Me"                                                    | —         | —         | —         | —         | Sugartime                          |
| 1957 | "Santa Claus Is Comin' to Town" b/w "Honorable Congratulations"                        | —         | —         | —         | —         | Greetings from the McGuire Sisters |
| 1957 | "Sugartime" b/w "Banana Split"                                                         | 1         | 7         | —         | 14        | Sugartime                          |
| 1958 | "Ding Dong" b/w "Since You Went Away to School"                                        | 25        | 43        | —         | —         | Sugartime                          |
| 1958 | "Volare" b/w "Do You Love Me Like You Kiss Me"                                         | 80        | —         | —         | —         | May You Always                     |
| 1958 | "Sweetie Pie" b/w "I'll Think of You"                                                  | —         | —         | —         | —         | May You Always                     |
| 1959 | "May You Always" b/w "Achoo-Cha-Cha"                                                   | 11        | 21        | —         | 15        | May You Always                     |
| 1959 | "Summer Dreams"                                                                        | 55        | 64        | —         | —         | Sugartime                          |
| 1959 | "Peace"                                                                                | 85        | 97        | —         | —         | May You Always                     |
| 1959 | "Red River Valley" b/w "Compromise" (Non-album track)                                  | —         | —         | —         | —         | Showcase                           |
| 1959 | "Some of These Days" b/w "Have a Nice Weekend" (Non-album track)                       | —         | —         | —         | —         | Showcase                           |
| 1960 | "Livin' Dangerously" b/w "Lovers Lullaby"                                              | 97        | —         | —         | —         | Non-album tracks                   |
| 1960 | "Theme from The Unforgiven (The Need for Love)" b/w "I Give Thanks" (Non-album track)  | —         | —         | —         | —         | Showcase                           |
| 1960 | "The Last Dance" b/w "Nine o'Clock" (Non-album track)                                  | 99        | —         | —         | —         | Showcase                           |
| 1960 | "To Be Loved" b/w "I Don't Know Why (I Just Do)"                                       | —         | —         | —         | —         | Showcase                           |
| 1961 | "Just for Old Time's Sake" b/w "Really Neat" (Non-album track)                         | 20        | 17        | —         | —         | Just for Old Time's Sake           |
| 1961 | "Tears on My Pillow" b/w "Will There Be Space in a Space Ship" (Non-album track)       | 59        | 55        | 12        | —         | Showcase                           |
| 1961 | "Just Because"                                                                         | 99        | 96        | —         | —         | Showcase                           |
| 1961 | "I Do, I Do, I Do"                                                                     | —         | tag       | —         | —         | Showcase                           |
| 1961 | "I'm Just Taking My Time" b/w "I Can Dream, Can't I" (Non-album track)                 | —         | —         | —         | —         | Subways Are for Sleeping           |
| 1962 | "Sugartime Twist" b/w "More Hearts Are Broken That Way"                                | 107       | 130       | —         | —         | Showcase                           |
| 1962 | "Mama's Gone, Goodbye" b/w "I Really Don't Want to Know"                               | —         | —         | —         | —         | Songs Everybody Knows              |
| 1963 | "Summertime (Is the Time for Love)" b/w "Cordially Invited"                            | —         | —         | —         | —         | Non-album tracks                   |
| 1964 | "Now and Forever" b/w "Never"                                                          | —         | —         | —         | —         | Non-album tracks                   |
| 1964 | "Candy Heart" b/w "Dear Heart"                                                         | —         | —         | —         | —         | Non-album tracks                   |
| 1964 | "Ticket to Anywhere" b/w "I'll Walk Alone"                                             | —         | —         | —         | —         | Non-album tracks                   |
| 1966 | "Truer Than You Were" b/w "Grazia"                                                     | —         | —         | 30        | —         | Right Now!                         |

### Solistas solistas de Phyllis McGuire
| Año  | Sencillo (lado A, lado B)                                   | Posiciones de la carta | Posiciones de la carta | Posiciones de la carta | Álbum                      |
| Año  | Sencillo (lado A, lado B)                                   | US                     | CB                     | US C.A.                | Álbum                      |
| ---- | ----------------------------------------------------------- | ---------------------- | ---------------------- | ---------------------- | -------------------------- |
| 1964 | "I don´t want to walk without you" "That´s life"            | 79                     | 85                     | 13                     | Pistas que no son de álbum |
| 1964 | "Just a little Lovin" "You Don´t have the heart to tell me" | -                      | -                      | -                      | Pistas que no son de álbum |
| 1965 | "Corre a mis brazos" "Some Else is taking my place"         | -                      | -                      | -                      | Pistas que no son de álbum |
| 1966 | "My Happiness" "Vaya con Dios"                              | -                      | -                      | -                      | Phyllis McGuire canta      |

## En la cultura popular
Las hermanas McGuire, y especialmente Phyllis McGuire, que vive en Las Vegas, fueron los sujetos de la película de 1995 HBO Sugartime, que describía una relación romántica entre Phyllis y el mafioso Sam Giancana. Giancana fue interpretada por el actor John Turturro, y Phyllis fue interpretada por la actriz Mary-Louise Parker. 
La película de 1982 de Robert Altman Come Back to the Five y Dime Jimmy Dean presenta de manera destacada la música de The McGuire Sisters. Su single # 1 "Sinceramente" está sincronizado con las estrellas de la película Cher, Karen Black y Sandy Dennis como "The Disciples of James Dean". 